# 黒部市立桜井中学校
黒部市立桜井中学校（くろべしりつさくらいちゅうがっこう）は、富山県黒部市にあった公立中学校。
現在は黒部市立宇奈月中学校と黒部市立桜井中学校が統合して令和2年3月31日に黒部市立明峰中学校として開校しました。

## 沿革
1947年4月に桜井町立中部中学校と桜井町立東部小学校として創立。中部中学校の校舎はは元の青年学校校舎にあった不二越鋼材工業の愛国寮と食堂を買収するなどし、その他新築部分と合わせて1948年10月15日に完成。講堂も1949年12月26日に完成している。一方の東部中学校は、当初は荻生小学校を本校、若栗小学校を分校としてそれぞれ間借りしていたが、1948年8月24日に荻生寺坪地区に新校舎が完成した。中部中、東部中共に1954年に桜井町立から黒部市立の中学校となった。
1959年4月1日に黒部市立東部中学校と黒部市立中部中学校が統合して開校した。
現在の校舎は2015年10月に着工し、2017年8月26日に完成（同年9月に新校舎へ移動）。それ以前の校舎は1960年から1961年にかけて竣工した鉄筋コンクリート4階建て、船（軍艦）をイメージしたクラスター構造の校舎を使用していた。体育館は1963年6月、市民プールは1967年6月竣工であった。グラウンドは、第13回国民体育大会（富山国体）の高校軟式野球大会の会場として使用されたものであった。
2020年度に黒部市立宇奈月中学校と統合され、黒部市立明峰中学校となった。新校舎は、桜井中学校に置かれた。統合後の学校は、校名を変えるのではなく新たな学校が誕生するという考えから、桜井中学校の校名は引き継がれなかった。

## 通学区域
通学区域は以下の通りである。
- 黒部市立桜井小学校 - 全域
- 黒部市立荻生小学校 - 全域
- 黒部市立若栗小学校 - 全域
- 黒部市立中央小学校 - 堀切新、沓掛、高橋、堀高、植木

## 著名な卒業生
- 堀内康男 - 富山県黒部市長
- 藤井翼 - 元プロ野球選手
- 川村啓真 - 元プロ野球選手
- 牧野ステテコ - お笑い芸人
- 金田滉司 - ヴィオリスト

## 周辺
- 国道8号
- 富山県道14号黒部宇奈月線
- 富山地方鉄道荻生駅